# フランシス・コーワン
フランシス・コーワン(Francis Cowan, 1926年5月6日 - 2009年1月4日)は、フランス領ポリネシアの実業家、海洋冒険家、カヌービルダー。近代以降、初めて木造の伝統的な航海カヌーでタヒチ島からアオテアロアまで、近代的航法機材を用いない天文航法による航海を行った人物。

## 経歴
1926年5月6日、タヒチ島のパペエテに生まれる。父はスコットランド人とポリネシア人の両親の間に生まれた人物で、パペエテ港で港湾荷役会社を経営していた。母はフランス領ポリネシアのフアヒネ島出身のポリネシア系タヒチ人。
1956年、探検家エリック・ド・ビショップの筏「タヒチヌイ」に搭乗し、チリを目指して出航するも、この航海はチリに到達することが出来ず失敗に終わる。
1960年、古代ポリネシアの航海カヌーを復元してタヒチ・ハワイ間の航海を計画。しかしこの航海カヌーは建造中に不審火により焼失。1980年頃、娘婿のマオリのカヌービルダー、マタヒ・ワカタカ・ブライトウェルとともに航海カヌー「ハワイキヌイ」の建造を開始。
1986年、「ハワイキヌイ」にてタヒチからアオテアロアまでの航海を成功させる。この航海は六分儀や方位磁針など近代的な航法機材を一切使用せず、天体の動きなどの自然現象のみを参考に航法を行う、いわゆるウェイファインディングと呼ばれる航法によるものであった。なお、この航海はナイノア・トンプソンらによるホクレアのタヒチ・アオテアロア間航海よりも以前に完了している。
しかしタヒチに戻った「ハワイキヌイ」は建造費用を負担したフランス領ポリネシア政府に没収され、「タヒチヌイ」と改名されて1995年までにハワイやクック諸島への航海を行った後、放置されて廃船となる 。
一方、クック諸島の大統領でありまた航海カヌー文化復興を志す同士でもあったサー・トマス・デイヴィスから、古代ポリネシアの伝説上の航海者マルママオがペルーからライアテア島にサツマイモを持ち帰ったとの説を聞かされたフランシスは、再び航海カヌーを建造して南アメリカ大陸までの航海を行うことを決意。2004年、マタヒ・ワカタカ・ブライトウェルとともにタヒチにおいて「ハワイキヌイ2」の建造を開始した。
当初、2008年11月にはタヒチを出航してチリへと向かう予定であったが「ハワイキヌイ2」の建造は遅れ、結局フランシスは船の完成を見ることなく2009年1月5日、モオレアにて永眠。葬儀ではそのフランス領ポリネシア知事、フランス領ポリネシア総督からその功績を称える弔辞を贈られた。

## 注
1. ↑  Jeff Evans; foreword by Francis Cowan, The Discovery of Aotearoa, Reed, 1998 （後半は「ハワイキヌイ」の航海記となっている）
2. ↑  Ben Finney, Sailing in the wake of Ancestors, Bishop Museum Press, 2004
3. ↑  Francis Cowan, Tahiti's famous modern day navigator, dies at 82